# Carl Neumann (Kunsthistoriker)
Carl Neumann (* 1. Juni 1860 in Mannheim; † 9. Oktober 1934 in Frankfurt am Main) war ein deutscher Kunsthistoriker und Historiker, bekannt für Untersuchungen zu Rembrandt.

## Leben
Carl Neumann stammte aus wohlhabender jüdischer Kaufmannsfamilie. Er studierte ab 1878 in Heidelberg und ab 1880 in Berlin Geschichte. In Berlin hörte er Vorlesungen bei Heinrich von Treitschke und Karl Wilhelm Nitzsch und arbeitete unter Georg Waitz an den Monumenta Germaniae Historica mit. 1882 wurde er in Heidelberg mit einer Dissertation über Bernhard von Clairvaux und den Beginn des zweiten Kreuzzugs promoviert. Danach ging er nach Basel, wo bei Jacob Burckhardt sein Interesse für antike Kunstgeschichte geweckt wurde, deren Studium er danach an der Glyptothek in München fortsetzte. Gleichzeitig fand er Zugang zum Kreis um Anselm Feuerbach (er war mit dessen Mutter Henriette und dessen Freund Julius Allgeyer befreundet). 1884 bis 1887 bereiste er Italien sowie Istanbul, Ägypten, Palästina, Syrien, Athen. Er konvertierte 1887 zum Protestantismus. 1894 habilitierte er sich in Heidelberg (Die Weltstellung des Byzantinischen Reiches vor den Kreuzzügen).
Als Historiker befasste er sich besonders mit der Spätantike und Kultur des Mittelalters. Als Kunsthistoriker kam es ihm auf Verbindung zur zeitgenössischen Kunst an und er pflegte in seinen Vorlesungen entgegen dem üblichen Verfahren von der Gegenwart zeitlich zurückzugehen.
Ab Ende der 1880er Jahre machte sich eine manisch-depressive Erkrankung bemerkbar, die zu Klinikaufenthalten und mehreren Suizidversuchen führte. In einer Erholungsphase beeindruckte ihn die Betrachtung des Jakobssegens von Rembrandt in Kassel so sehr, dass er sich von der Kunst der Antike und Renaissance abwandte und Rembrandt und dem 17. Jahrhundert zuwandte. 1902 erschien sein Buch über Rembrandt, das seinen Ruf begründete. Darin knüpft er, nachdem er den Niedergang der Wertschätzung Rembrandts im 19. Jahrhundert unter dem Einfluss des die Renaissance-Kunst idealisierenden Klassizismus und die nachfolgende Wiederentdeckung durch französische Kritiker schildert, in der Interpretation Rembrandts an die völkische Interpretation des Rembrandt als Erzieher von Julius Langbehn an, auch wenn dieses kein kunstgeschichtliches Buch und eher feuilletonistisch angelegt sei. Er war stark an „bodenständiger“ deutscher Gegenwartskunst interessiert und zuletzt auch an deutscher Kunst des Mittelalters.
1903/04 war er Lehrstuhlvertreter in Göttingen (für Robert Vischer) und ab 1904 war er ordentlicher Professor für Kunstgeschichte in Kiel als Nachfolger von Adelbert Matthaei. 1907 wurde er Vorsitzender des Schleswig-Holsteinischen Kunstvereins. Er organisierte in Kiel viele Ausstellungen und war an der Umgestaltung der Aula der Universität und dem Neubau der Kunsthalle zu Kiel maßgeblich beteiligt (der alte Bau war 1888 abgerissen worden), in der auch sein Institut und das Archäologische Institut Platz fand.
1911 wurde er ordentlicher Professor in Heidelberg, wo er 1929 emeritiert wurde. Kurz vor seinem Tod übersiedelte er nach Frankfurt am Main.

## Schriften
- Der Kampf um die neue Kunst. Walther, Berlin 1892.
- Rembrandt. Spemann, Berlin 1902.
- Festvortrag bei der Eröffnung der neuen Kunsthalle in Kiel am 15. November 1909. In: Die Heimat. Monatsschrift des Vereins zur Pflege der Natur- und Landeskunde in Schleswig-Holstein, Hamburg und Lübeck. Bd. 20 (1910), Heft 1, Januar 1910, S. 6–10 (Digitalisat).
- Drei merkwürdige künstlerische Anregungen bei Runge, Manet, Goya. C. Winter, Heidelberg 1916.
- Aus der Werkstatt Rembrandts. C. Winter, Heidelberg 1918.
- Rembrandt Handzeichnungen. Piper, München 1918
- Vom Glauben an eine kommende nationale Kunst. C. Winter, Heidelberg 1919.
- (Hrsg.): John Kruse: Die Zeichnungen Rembrandts und seiner Schule im National-Museum zu Stockholm. M. Nijhoff, Den Haag 1920.
- Jacob Burckhardt. F. Bruckmann, München 1927.
- Rembrandt van Rijn: das radierte Werk des Meisters in originalgetreuen Handkupferdrucken. 4 Bände. Amsler, Berlin ab 1928.
- Der Maler Anselm Feuerbach: Gedächtnisrede bei der Jahrhundertfeier für Feürbach an der Universität Heidelberg. C. Winters, Heidelberg 1929.